# Broccostella
Broccostella är en ort och kommun i provinsen Frosinone i regionen Lazio i Italien. Kommunen hade 2 732 invånare (2018).